# Cucullia achilleae
Cucullia achilleae là một loài bướm đêm trong họ Noctuidae.